# Braque Saint-Germain
Le braque Saint-Germain est une race de chiens de chasse originaire de France qui tient son nom de la forêt de Saint-Germain-en-Laye. Il s'agit d'une variété de braque français à la robe blanche mouchetée d'orange et la seule race de braque dont la queue n'est jamais écourtée. Développée comme chien d'arrêt, demi-sang du pointer, c'est une race très populaire au XIXe siècle.

## Historique

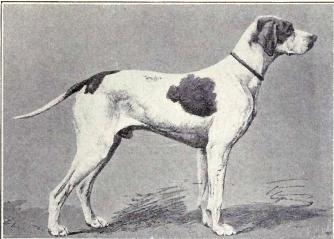
Braque Saint-Germain en 1915.

Le braque Saint-Germain était surtout utilisé et amélioré par Charles X, bien qu'il semble que le roi Louis XV en possédât déjà. En effet, on peut voir au Louvre des chiens «blancs et orange» peints sous son règne par Jean-Baptiste Oudry et Desportes qui ressemblent déjà beaucoup à nos Saint Germain actuels.
La race est créée dans les chenils royaux de la forêt de Compiègne au cours des années 1830 à partir d’un croisement entre des braques français et une autre variété de braques, plus précisément une femelle pointer anglais.
Charles X avait chargé son premier veneur Comte de Girardin d'acquérir un couple de pointers anglais, appelés "Miss" et "Stop".
À la chute du roi, les chiens furent confiés à Nicolas, baron de Larminat, inspecteur des forêts de Compiègne. Stop meurt peu après. Larminat fait d'abord saillir Miss par un épagneul allemand, mais n'est pas convaincu par la portée. Le baron fait un nouvel essai en faisant reproduire Miss par un braque français appelé Zamore, blanc et marron. En naquirent sept chiots à robe blanche et orange, aux muqueuses roses, alors que Miss, de robe blanche et orange avait les muqueuses et le palais noirs.
La race prend définitivement le nom de Braque Saint-Germain lorsque le chenil de Compiègne est transféré en forêt de Saint-Germain-en-Laye.
Cette race de chiens est populaire jusqu’au début du XXe siècle. C'est le chien d’arrêt le plus représenté lors des premières expositions canines et lors de la première exposition française à Paris en 1863. Le club de race est créé en mars 1913.

## Standard

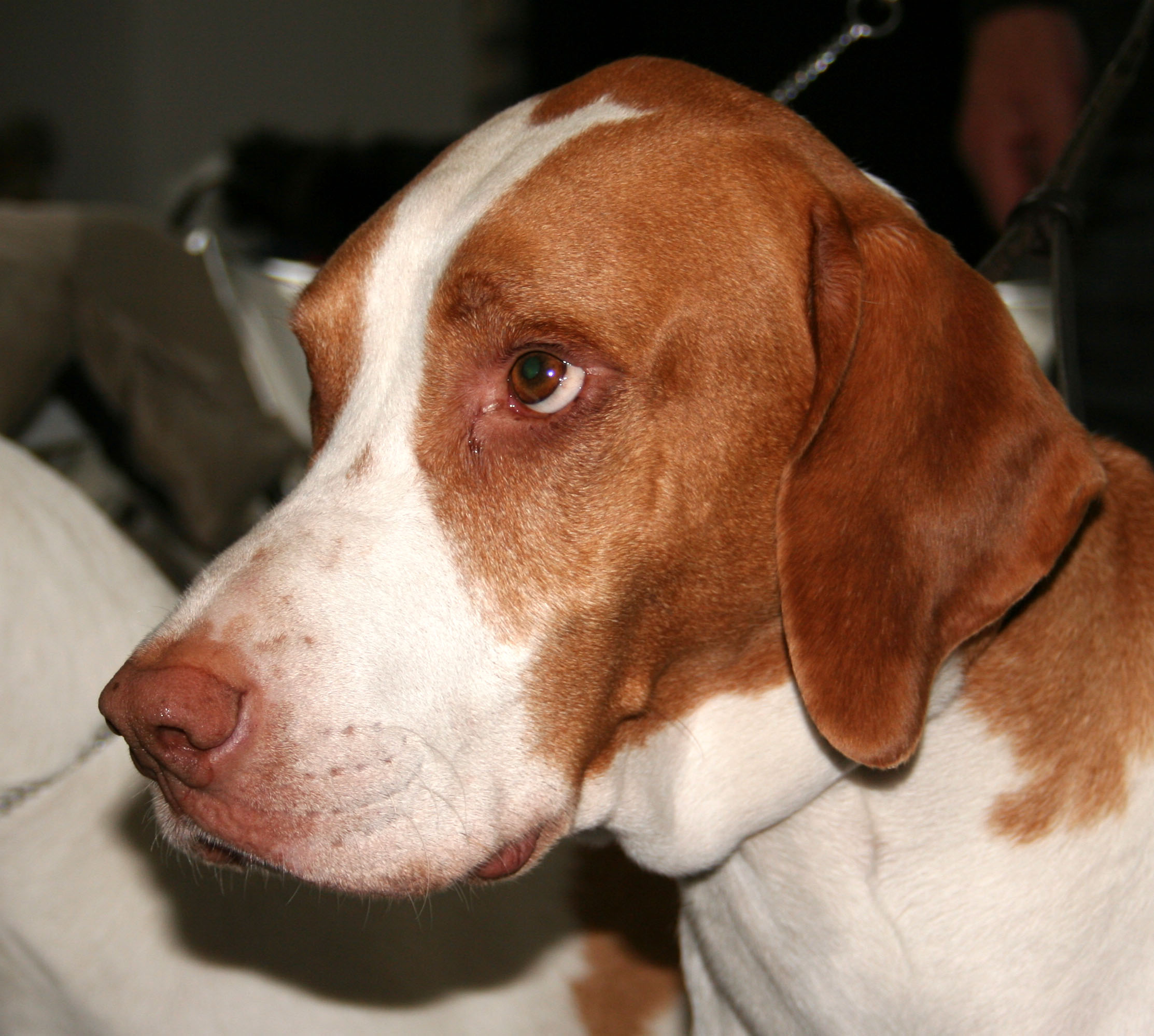
Portrait d'un braque Saint-Germain.

Le braque Saint-Germain est un braque médioligne, d'aspect puissant et élégant. L’ossature est assez forte, la musculature adaptée à un travail exigeant de l’endurance. Le fouet ne doit pas être écourté et est porté horizontalement en action. Les lignes cranio-faciales sont parallèles ou très légèrement divergentes. Le stop est moins accusé que chez le pointer. L'oreille ne doit pas être collée à la tête et fait un angle avant de tomber. L’œil est jaune d’or, bien enchâssé dans l'orbite ; l’expression douce et franche.
La robe est de couleur fauve et blanc, sans présence de noir. L'oreille est de couleur fauve. Les babines, la truffe, les muqueuses, le palais doivent être impérativement roses ou orange clair (toute trace noire est éliminatoire dans la race).

## Caractère
Le braque Saint-Germain est décrit dans le standard FCI comme un chien très sociable, équilibré, affectueux. Très facile à dresser, il ne supporte pas d'être dressé avec brutalité. Très proche de l’homme, il apprécie la vie de famille. C’est un chien sans problème, docile, très attaché à son maître, qu’il faut conduire avec douceur. Il supporte bien la chaleur. Il supportera la vie en ville à condition d'être régulièrement promené.

## Utilité
Le braque Saint-Germain est un chien d'arrêt qui a une belle quête étendue, un nez sûr et qui rapporte naturellement. Il chasse sur tous les terrains avec passion. Il affectionne notamment le petit gibier, faisan, perdreau, bécasse, etc.

## Élevage

### Alimentation
L'alimentation doit être constituée de viande de bœuf, de poisson, de céréales, de légumes, et d’un peu d’huile de maïs. Les aliments industriels conviennent au braque Saint Germain.